# Shahrestān di Saqqez
Lo shahrestān di Saqqez (farsi شهرستان سقز) è uno dei 10 shahrestān della Provincia del Kurdistan, il capoluogo è Saqqez. Lo shahrestān è suddiviso in 3 circoscrizioni (bakhsh): 
- Centrale (بخش مرکزی)
- Ziwyeh (بخش زیویه), con la città di Saheb.
- Sarshivu (بخش سرشیو)